# Musée du canton de King
Le musée du canton de King de King City en Ontario, au Canada est un musée d'histoire locale pour le canton de King situé au 2920 sur la rue King. Il était auparavant connu sous le nom musée Kinghorn et est situé dans la localité qui était autrefois connue sous le nom Kinghorn, devenue maintenant un arrondissement de la ville de King. Il est exploité par l'organisme "Parcs, loisirs et culture" dirigé par Kathleen Fry. Le musée est affilié à l'Association des musées canadiens (AMC), au Réseau canadien d'information sur le patrimoine (RCIP) et au musée virtuel du Canada.

## Campus
Le musée se compose d'un bâtiment qui abrite la majorité de ses collections. Ce bâtiment a été construit à l'origine en 1861 sur le site de l'école Kinghorn . Il a été rénové et agrandi en 1958 et de nouveau en 1963 et fut acheté par la municipalité en 1978 . Le canton a donné le contrôle opérationnel de l'immeuble à la Société historique du canton de King, qui en a fait un musée en 1979 et procédé à son ouverture en 1982 . Le musée a été exploité sur une base volontaire jusqu'en 2001, lorsque le gouvernement municipal du canton de King a pris la direction du musée . Le gouvernement a créé un conseil de gestion, dans lequel les individus sont nommés par le conseil du canton . En 2012, un bâtiment annexe de 749 pi2 (69,6 m2) fut construit par la société de développement immobilier Genview Homes, qui l'a loué et utilisé comme son bureau de vente pour un développement à côté de l'enceinte du musée en échange de réparations ou d'améliorations des parties endommagées du bâtiment. Le toit plat a été reconstruit pour devenir un toit à versants Libéré par Genview, l'espace peut dorénavant être utilisé pour divers services, entre autres, comme une salle de conférence d'une capacité de 60 à 80 personnes.

## Collections et programmes
La collection du musée contient plus de 1800 artefacts associés à l'histoire de la commune, tels des livres, des vêtements, des outils et d'autres articles ménagers. Le musée profite du congé de la semaine de relâche et des camps d'été pour recevoir un nouvel afflux de visiteurs, . Le musée a créé en 2006 un camp "art" et un camp "théâtre de marionnettes". Depuis 2006, le musée  accueille l'événement Musique au musée, un concert hebdomadaire mettant en vedette les talents musicaux locaux. Des œuvres d'artistes locaux et régionaux sont également exposées par le musée,.

## Événements
Le musée gère plusieurs événements annuels, y compris un marché au puce, une évaluation de la collecte d'objets anciens, d'un barbecue pour ses bénévoles, et une réception de thé organisée au début de l'été par la Société horticole "Nobleton et King City". Il participe au programme "Doors Open Canada". Une visite du studio de la Société d'art de la ville est organisée, et  le musée accueille les célébrations de l'Halloween et de Noël. Les événements ponctuels accueillis par le musée incluent une reconstitution de la Rébellion du Haut-Canada de 1837, qui retrace l'itinéraire des rebelles de Lloydtown à Toronto. La visite de six heures comprend la statue des rebelles dans Lloydtown, la Maison Gibson à North York, et la Maison Mackenzie à Toronto.

## Autres précisions
La personne la plus célèbre associée au musée est Walter Rolling, qui a enseigné à l'école pendant plus de 40 ans. L'école était à l'origine une chambre, mais a été agrandie plus tard. Dans les années 1970, l'école a été transformée en ce qui est aujourd'hui le musée du canton de King. En 2012, le conseil d'administration du musée a entrepris un programme visant à créer un plan d'affaires stratégique de 5-10 ans pour remplacer le plan ad hoc de l'administration bénévole . Dans le cadre du projet, l'accessibilité physique au musée sera améliorée et les heures d'ouverture prolongées. La structure administrative sera également modifiée pour éliminer les nominations au conseil par le conseil de canton, faisant place à un conseil de musée communautaire,. À la fin de l'année 2011, le musée a reçu un don de 400 000 $.